# Un hémisphère dans une chevelure
 (juin 2013).
- Si vous ne connaissez pas le sujet, laissez ce bandeau (vous pouvez alors contacter les auteurs).
- Si vous supprimez le contenu mis en cause (vous pouvez préalablement contacter les auteurs),

argumentez précisément cette suppression dans la page de discussion
(un manque de référence n'est pas un argument ; une recherche réelle de référence doit avoir été effectuée, être formellement documentée).
Un hémisphère dans une chevelure est un poème en prose de Charles Baudelaire publié en 1869 dans le Spleen de Paris.

## Analyse
Le poème, l'un des premiers du recueil, en retrace le projet artistique : réécriture de La Chevelure (inclus dans la section Spleen et Idéal des Fleurs du mal), il énonce le désir d'élévation exotique par l'intermédiaire d'un parfum évocatoire, dont la chevelure de la femme aimée est l'élément déclencheur.

Le locuteur poétique y développe une série de topoi de sa propre création au travers d'une prose rythmée et sensuelle, rattachant à chaque élément sensible l'une des bribes de sa rêverie. Il renouvelle ainsi le blason galvaudé des poètes renaissants : la chevelure n'est plus brin d'or, veine profuse et brillante, mais à la fin vaine, de l'on ne sait quel minerai, mais onduleuse profusion de vin, de poésie, et d'étranges vertus incantatoires. Ici, l'hémisphère est une métaphore de notre planète, il représente le monde entier, car le poète ressent le désir de s'évader et de voyager lorsqu'il respire la chevelure de la femme aimée.
L'esthétique en est presque symboliste. Baudelaire construit un monde grâce à l'animation de l'informe que met en mouvement la parole poétique. Démarrant en traditionnelle prière amoureuse, il enjoint à la femme et la supplie de lui permettre de cueillir l'inspiration en sentant ses cheveux odorants: "Laisse-moi respirer longtemps, longtemps, l'odeur de tes cheveux". Là, la plénitude d'un nouveau monde ouvre d'un coup des portes secrètes : le "visage" s'y plonge tout entier, comme dans une source. La première strophe, en cadence mineure, mime le manque du désir, énonce la demande poétique mue par ce désir exigeant: répétition du "longtemps" mêlé aux cadences et aux allitérations des liquides ("laisse-moi respirer..."). 
la femme qu'il considère même comme "l'amante", l'exotisme qui est développé avec entre autres le champ lexical du voyage et de l'exotisme aux strophes 3 et 4. 
Enfin de nombreux sens sont développés tels que l'odorat, le goût ou le toucher, ainsi que l'ouïe.
Jeanne Duval, actrice de théâtre, très belle femme, sensuelle et métisse (d'où son surnom "la vénus noire"), avec qui
Baudelaire entretient une relation orageuse avec pendant près de 20 ans, pourrait être l'inspiration de ce poème.

## Mise en musique
Le poème est adapté en chanson par le groupe A.S. Dragon sur leur album Spanked sorti en 2003.